# Игора (платформа)
Игора — недействующий железнодорожный остановочный пункт Приозерского направления Октябрьской железной дороги. Расположен на территории Приозерского района Ленинградской области, на перегоне Орехово — Сосново, между платформой 69 км и станцией Сосново. Сооружён в 2023 году для обеспечения доступа к расположенному поблизости круглогодичному курорту. Все поезда проезжают пункт без остановок.

## Инфраструктура
По состоянию на февраль 2023 года остановочный пункт оборудован двумя боковыми укороченными высокими посадочными платформами с павильонами ожидания.

## История
В декабре 2022 года было объявлено, что со 2 по 8 января будут осуществляться рейсы ретро-электрички «Лахта», следующей от Финляндского вокзала в Выборг с остановками Токсово, Кавголово, Орехово, у платформы «Игора» и в Каменногорске. Отмечалось, что платформа «Игора» предусмотрена для удобного доступа пассажиров к одноимённому курорту и лыжным склонам в период новогодних праздников и в расписании других поездов эта платформа пока не значится.
В начале января 2023 года в анонсах предстоящих рейсов «Лахты» вместо платформы «Игора» указывался остановочный пункт 69 км, от которого будет организован бесплатный автобусный трансфер до горнолыжного курорта.
Строительство платформы было завершено в конце января — начале февраля 2023 года. В конце февраля 2023 года в «Новой газете» была опубликована впоследствии перепечатанная некоторыми другими СМИ заметка о неиспользуемой платформе «Игора», в которой озвучивалось предположение о связи с платформы с президентом России Владимиром Путиным и его друзьями.